# Germania Ovest ai XIII Giochi olimpici invernali
La Germania Ovest partecipò ai XIII Giochi olimpici invernali, svoltisi a Lake Placid, Stati Uniti, dal 14 al 23 febbraio 1980, con una delegazione di 80 atleti impegnati in dieci discipline.